# Övre Entjärnen
Övre Entjärnen är en sjö i Falu kommun i Dalarna och ingår i Dalälvens huvudavrinningsområde.